# Обрядовое чучело

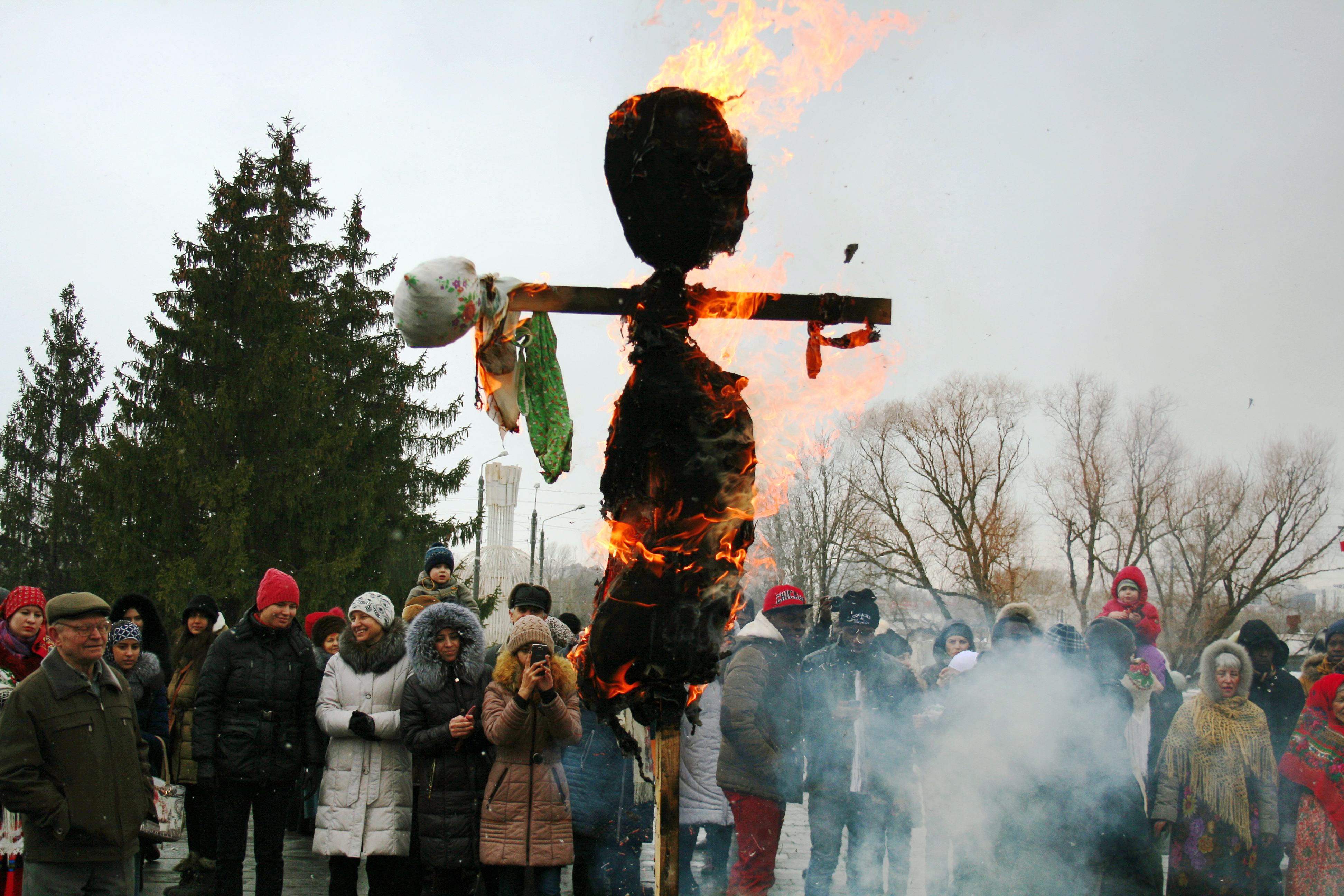
Сжигание чучела Масленицы в Белгороде, 2015 год

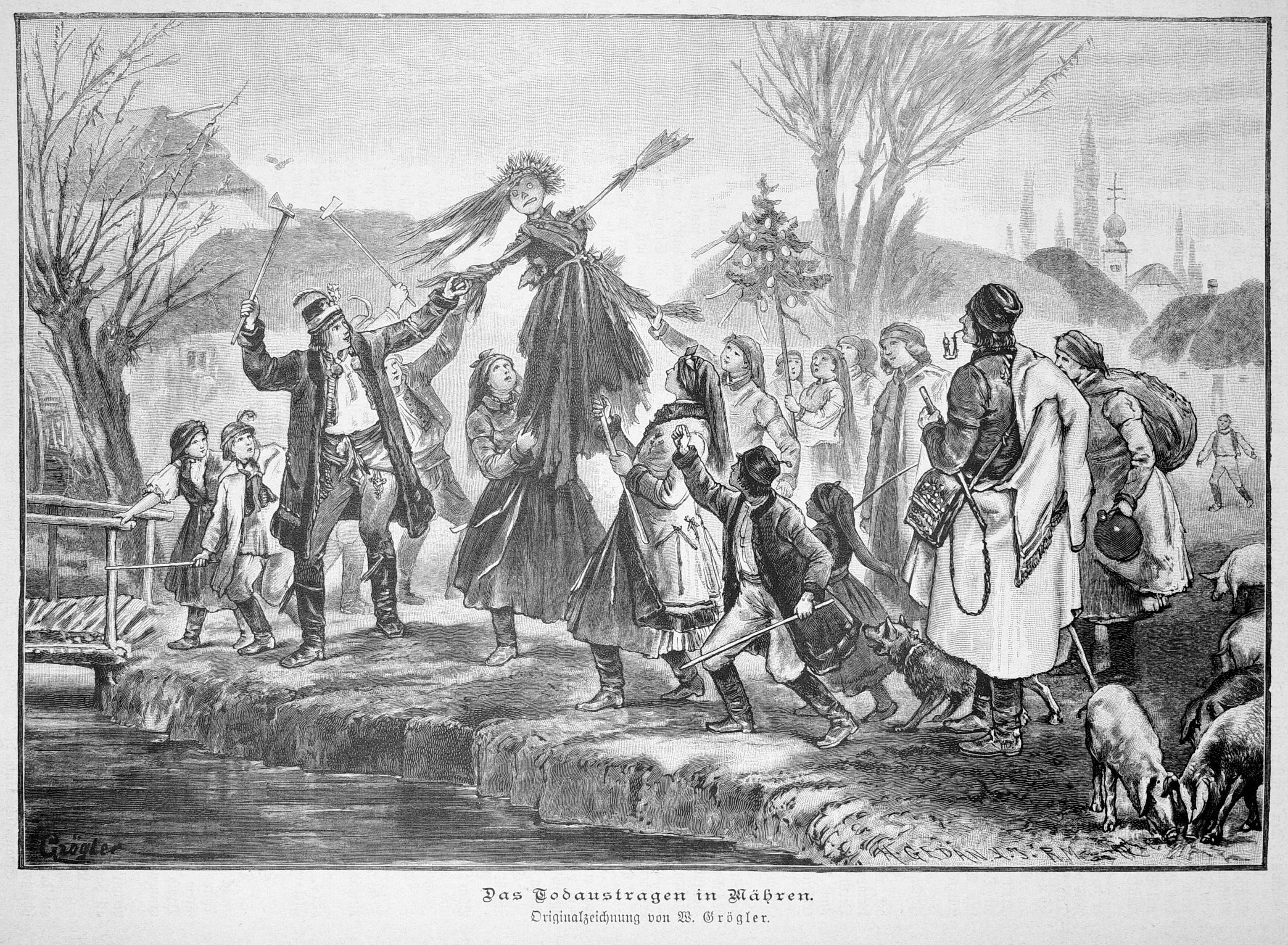
Символическое изгнание зимы и встреча лета. Моравия, 1887

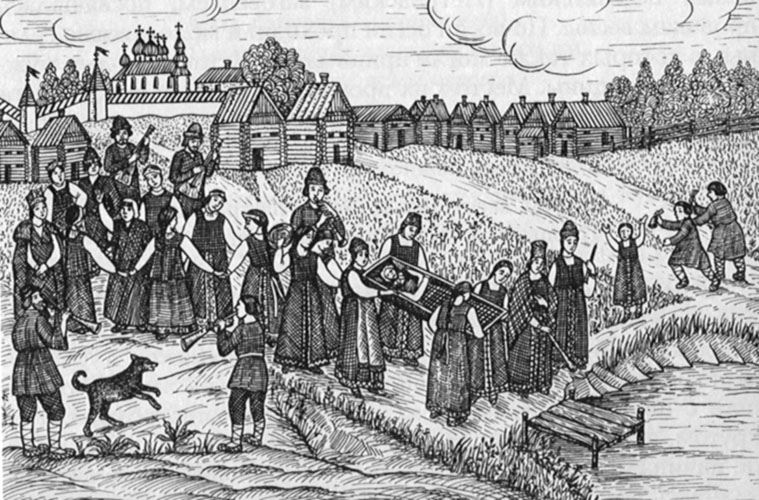
Похороны Костромы на Русальной неделе. Рисунок с лубка. XIX в.

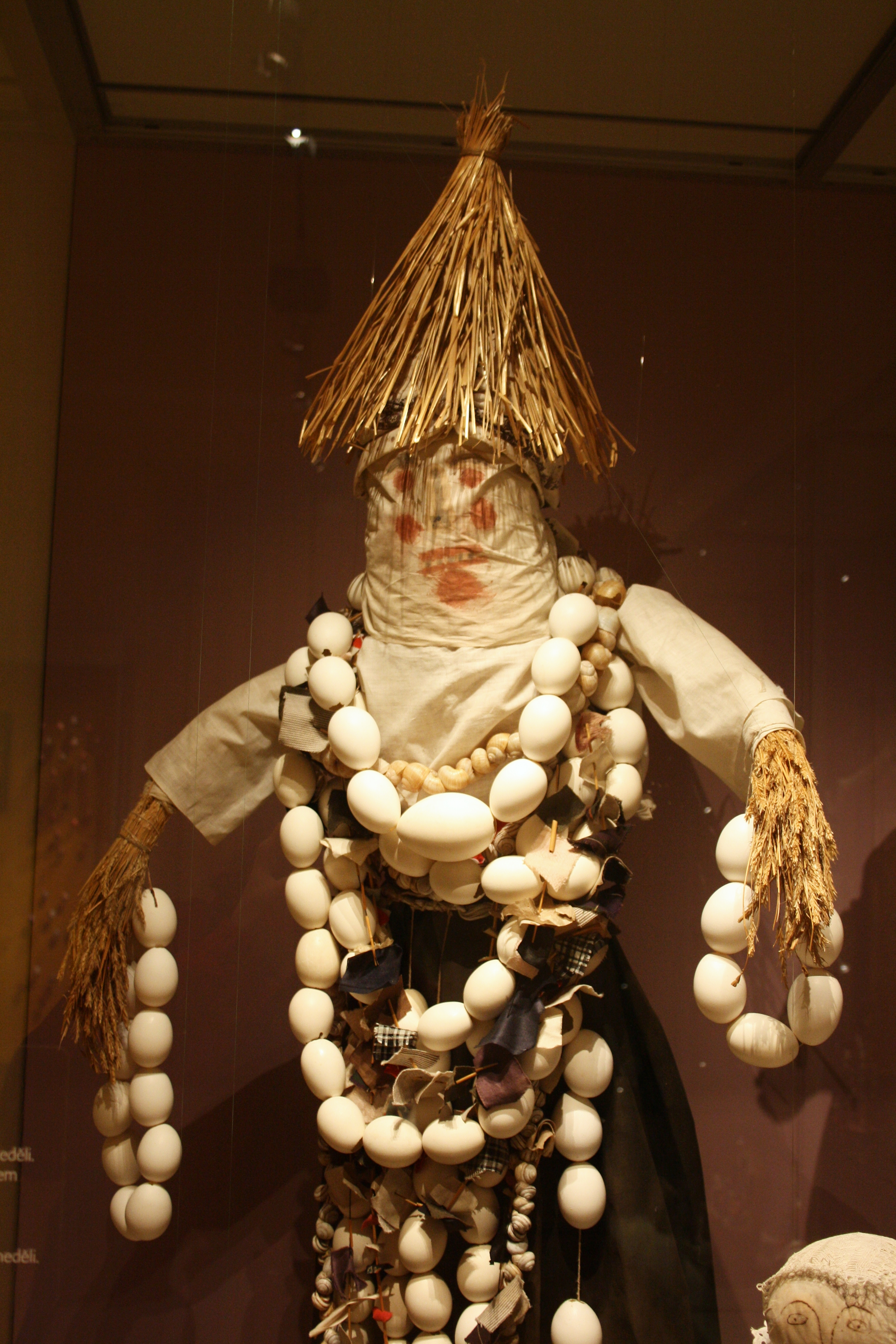
Чучело Мораны, славянской богини смерти, в Чешской Республике.

Чучело обрядовое (обрядовая кукла) — сооружённая из подручного материала, значительная по размерам антропоморфная (реже зооморфная) фигура; ритуальный предмет, по символике и обрядовым функциям часто параллельный ряженому персонажу и обрядовому деревцу.
В ходе соответствующего обряда его обычно уничтожают: «хоронят» (похороны кукушки), сжигают или топят, разрывают на части и разбрасывают (ср. Масленица, Бургбреннен, Марена, Кострома, Ярила, Купала).

## Чучело Масленицы
Обрядовые куклы в древности делали не только похожими на человеческое тело, но и обязательно подчёркивались признаки присущие к тому или иному полу. Женский персонаж был с большой грудью, а мужской — имел явные мужские особенности. Важнейшее обрядовое действие при создании таких персонажей было их «наряжение» в одежду. Костюмы, например, у чучела Масленицы должен был быть старыми, ветхими, рваными, а иногда на него надевали вывороченный мехом наружу тулуп. При всем этом, как солому для снопов (туловища и рук, или только для туловища) Масленицы, и одежду обязательно собирали в разных домах. Для чучела русалки резали ветки берёзы или клёна. Иногда даже покупали в складчину, считая чучело обрядовым символом всей деревни. В большинстве случаев, персонажу ещё и присваивали личное имя Капитолина Николаевна, Авдотья, Дуня, и т. д.
А население центральных губерний Москвы, Калуги, Владимира изготавливали кроме общедеревенского чучела, «семейные» небольшие куклы Масленицы. Домашние куклы, также подчеркивая признаки пола, обладали привлекательной внешностью. Брови, глаза, нос разрисовывали им углём, губы и щёки — свеклой. Обычно одевали в яркий нарядный костюм. Жители в Калужской губернии изготовляли на Масленицу до 7 различных фигур, соответствующих каждому дню Масленичной недели. Девицы, брали их с собой, собираясь на посиделки, гуляли с ними по селу, катаясь на санях, распевая страдальческие любовные песни. В основном такой персонаж создавали там, где была девушка на выданье. Часто такая кукла после празднования становилась простой игрушкой, и она была, как и кукла-мотанка, своеобразным оберегом.
У крестьян из Пермской губернии главным символом Масленицы была не соломенная кукла, а деревянная статуя. Они наряжали или деревянный толкач, или скатывали из снега снежную бабу, усаживали на санки катали её с горки и по улицам деревни.

## Чучело в Бургбреннен
Схожий с Масленицей праздник Бургбреннен ежегодно проводится в Люксембурге в первое воскресенье после Пепельной среды. Обыкновенным обрядовым предметом сожжения является специально построенный из дерева и хвороста замок или крест, однако в коммуне Ремих существует традиция создания соломенного чучела в натуральную величину. Чучело, символизирующее гуляку после карнавального воскресенья, наряжают в одежду, дают в руки винную бутылку и пустой кошелек, а затем несут на мост через Мозель, где поджигают и бросают в реку. В високосные годы принято делать чучело-женщину.